# Blaskowitzbunker
De Blaskowitzbunker is een voormalige militaire commandobunker, gebouwd in opdracht van de Duitsers in de Tweede Wereldoorlog in 1943, gelegen aan de Rossinilaan 52 in Hilversum.

## Geschiedenis
Tijdens de Tweede Wereldoorlog, toen de Verenigde Staten van Amerika ook in deze oorlog toetraden, werd er door de Duitsers besloten uit strategische overwegingen om het hoofdkwartier van de Wehrmacht, wat tot die tijd in Den Haag gevestigd was, meer landinwaarts te verplaatsen. In 1942 werd in eerste instantie kwartier gemaakt in het stadhuis van Hilversum. Daarna begon de bouw van een bunkercomplex in het noordwestelijke villagebied Trompenberg van Hilversum, voor de ingekwartierde staf van de "Wehrmachtbefehlshaber in den Niederlande", General der Flieger Friedrich Christiansen.

### Bouw
De bunker is gelegen op een min of meer driehoekig terrein tussen de Doodweg, Rossinilaan en Verdilaan, op het voormalige sportterrein van de hier gevestigde Joodse S.A. Rudelsheimstichting, waarvan de bewoners in 1942 naar concentratiekampen waren afgevoerd. De bunker is van het type Sonderkonstruktion, naar voorschriften uit Berlijn ontworpen door de plaatselijke Bauabteilung in Hilversum, genummerd 7503/Sk en 7504/Sk en gaf plaats aan ongeveer 100 tot 120 militairen. Deze bunker is een van de grootste bunkers gebouwd in Nederland, als hoofdkwartier van de Atlantikwall in Nederland.
In feite bestaat de bunker uit twee afzonderlijke bunkers die met elkaar verbonden zijn via een corridor. De bunkers meten in totaal ca. 86 meter bij 22 meter en zijn gebouwd uit gewapend beton van 2,5 meter dik op het dak en de zijwanden. De wanden van de bunker zijn afgezien van de ingangen en enkele venster- en roosteropeningen geheel gesloten. De bunker was bedekt met een dikke laag zand met gras erop en sparren, als camouflage.
Dankzij een verbunkerde waterput, had de bunker een eigen drinkwatervoorziening, tevens beschikte de bunker over een eigen elektriciteitsvoorziening dankzij een dieselaggregaat.
Rondom de bunker was een zogeheten sperrgebiet genaamd Zitadelle Hilversum, waarbinnen alleen toegang was voor hoge Duitse militairen en bewaking daarvan. Rondom Hilversum was een anti-tankgracht aangelegd ter verdediging.
De bunker was omringd met nog een tweetal kleinere bunkers van het type 668, maar die zijn na de Tweede Wereldoorlog afgebroken. In de nabijheid van de commandobunker, een paar honderd meter westwaarts bevond zich een verbindingsbunker, genaamd de Wisseloordbunker vlak bij Villa Wisseloord, deze bunker bestaat nog steeds. Bovenop deze bunker hadden de Duitsers een bakstenen gebouw laten bouwen ter camouflage.
Aan het eind van de Tweede Wereldoorlog, op 21 maart 1945, is met een bombardement van de RAF getracht de bunkers op te blazen, echter had dit weinig schade tot gevolg. Wel vielen er in de nabijheid van het bunkercomplex circa 100 tot 200 doden aan de kant van de Duitsers. Een bombardement eerder daarvoor in het jaar december 1944 was niet geslaagd aangezien die niet precies op het beoogde doel terechtkwam maar op burgerdoelen.
Na de Tweede Wereldoorlog werd de bunker eerst gebruikt voor het insluiten van foute Nederlanders. Nadien werd de bunker omgedoopt in de van Helsdingen kazerne waar de Nederlandse defensie van 1952 tot begin jaren negentig gevestigd was.

## Heden
Na het verdwijnen van de Nederlandse defensie in het gebied, is het geheel in particuliere handen terecht gekomen. Aan de noordkant van de bunkers zijn er nieuwe huizen tegenaan gebouwd met bovenop de bunkers een laag aarde van een meter om een tuin aan te kunnen leggen. De zuidkant van de bunkers is echter nog steeds in oorspronkelijke staat, de bunkers zelf intern ook nog, maar dit is niet toegankelijk voor het publiek.

## Foto's

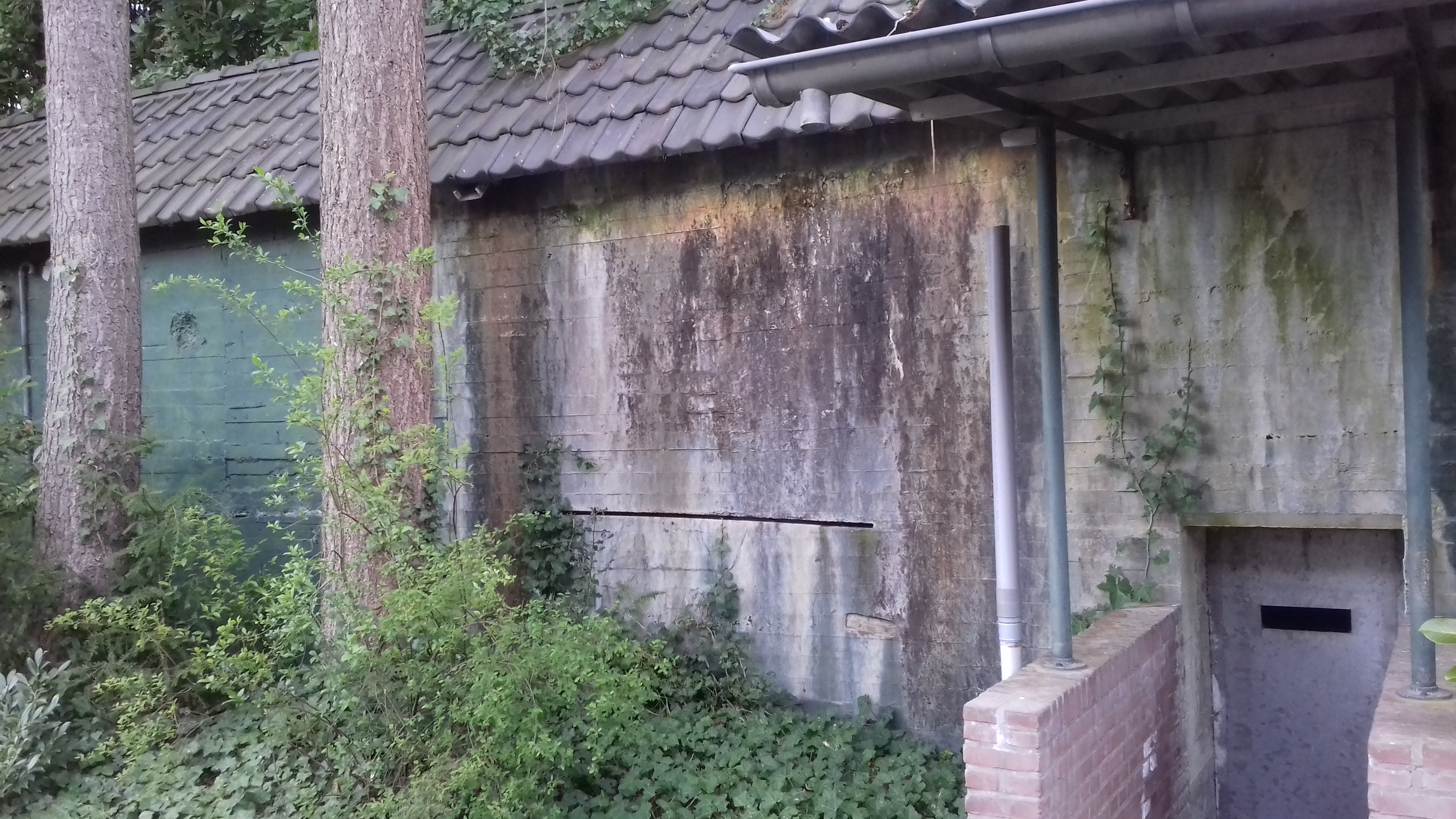
Ingang Blaskowitzbunker
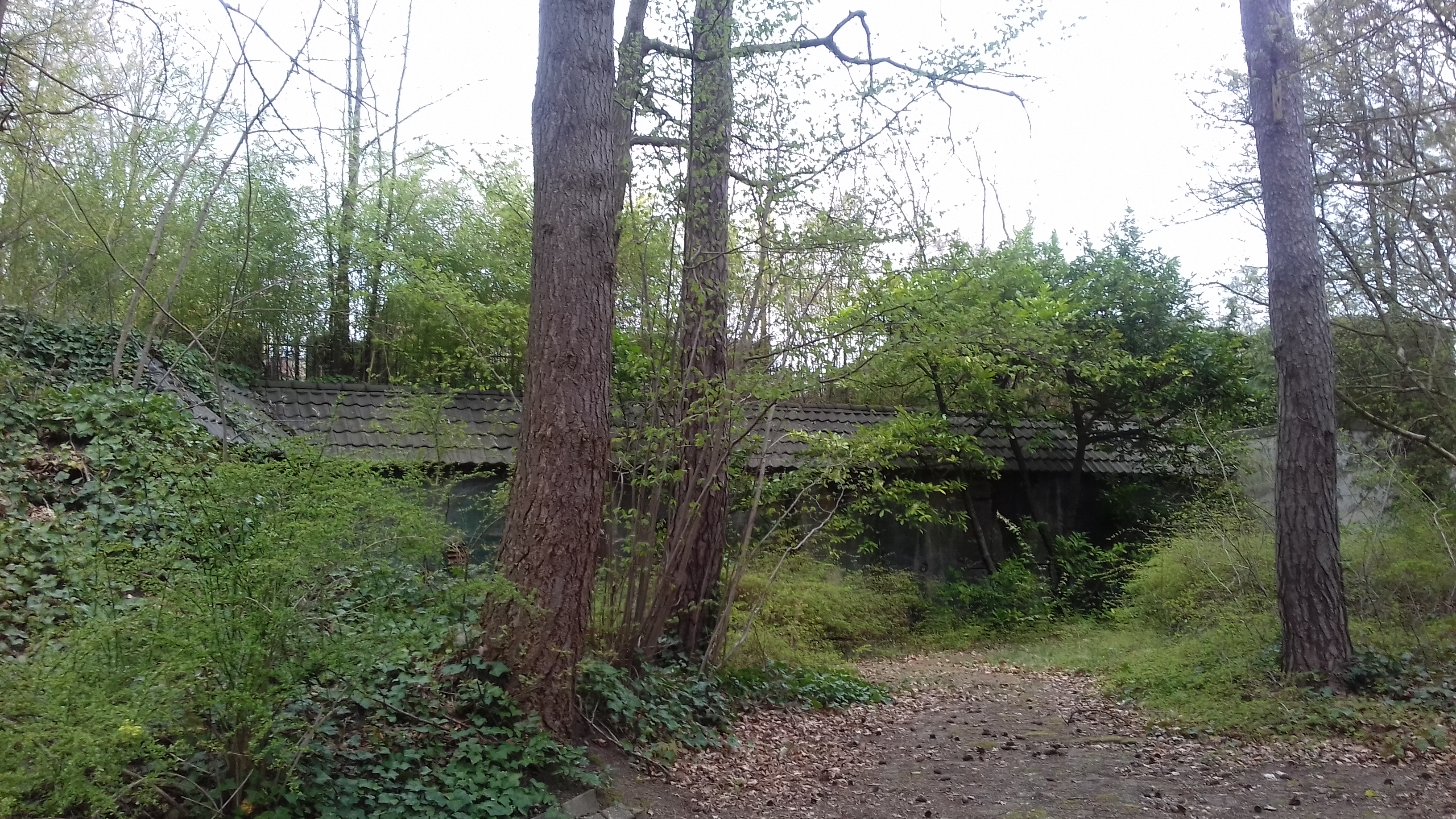
Zijaanzicht Blaskowitzbunker
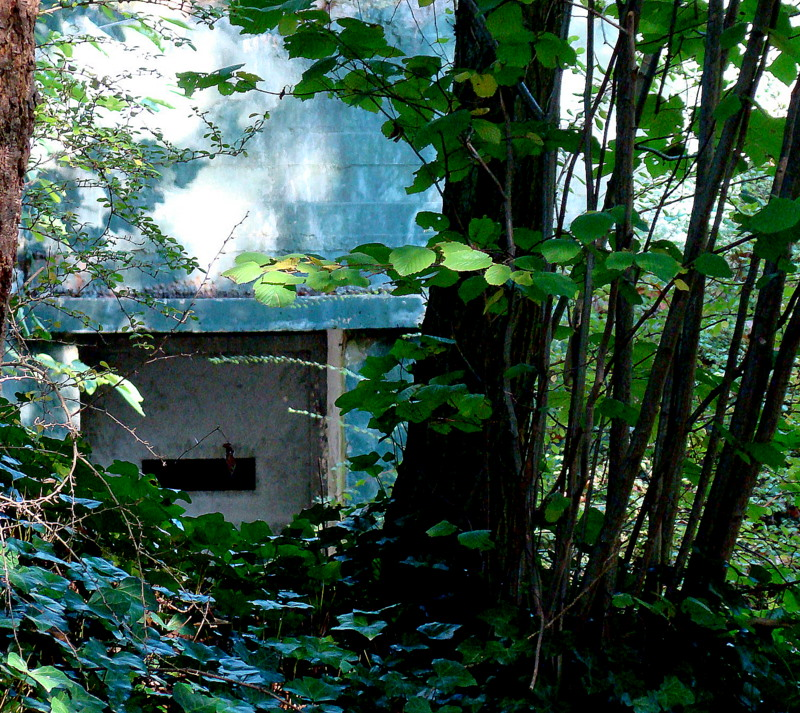
Voormalige militaire commandobunker, bijgenaamd Blaskowitzbunker, uit 1943
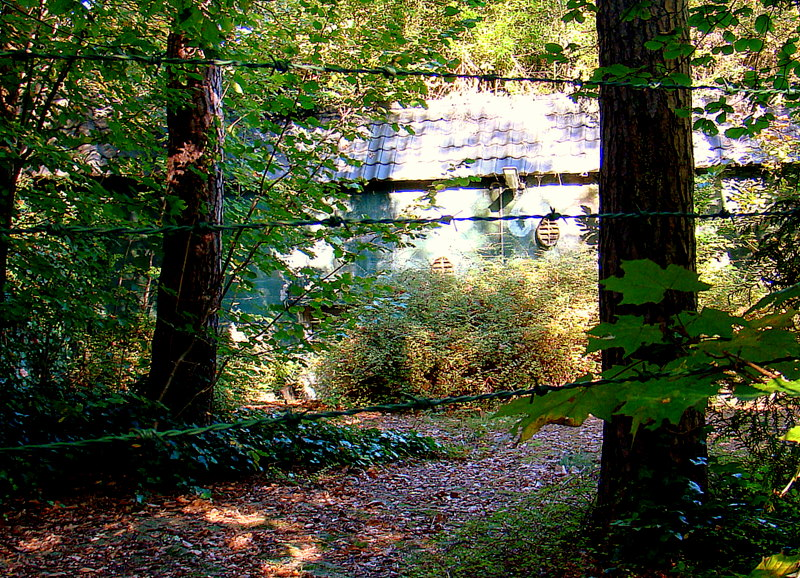
Zijgezicht militaire commandobunker, bijgenaamd Blaskowitzbunker, uit 1943
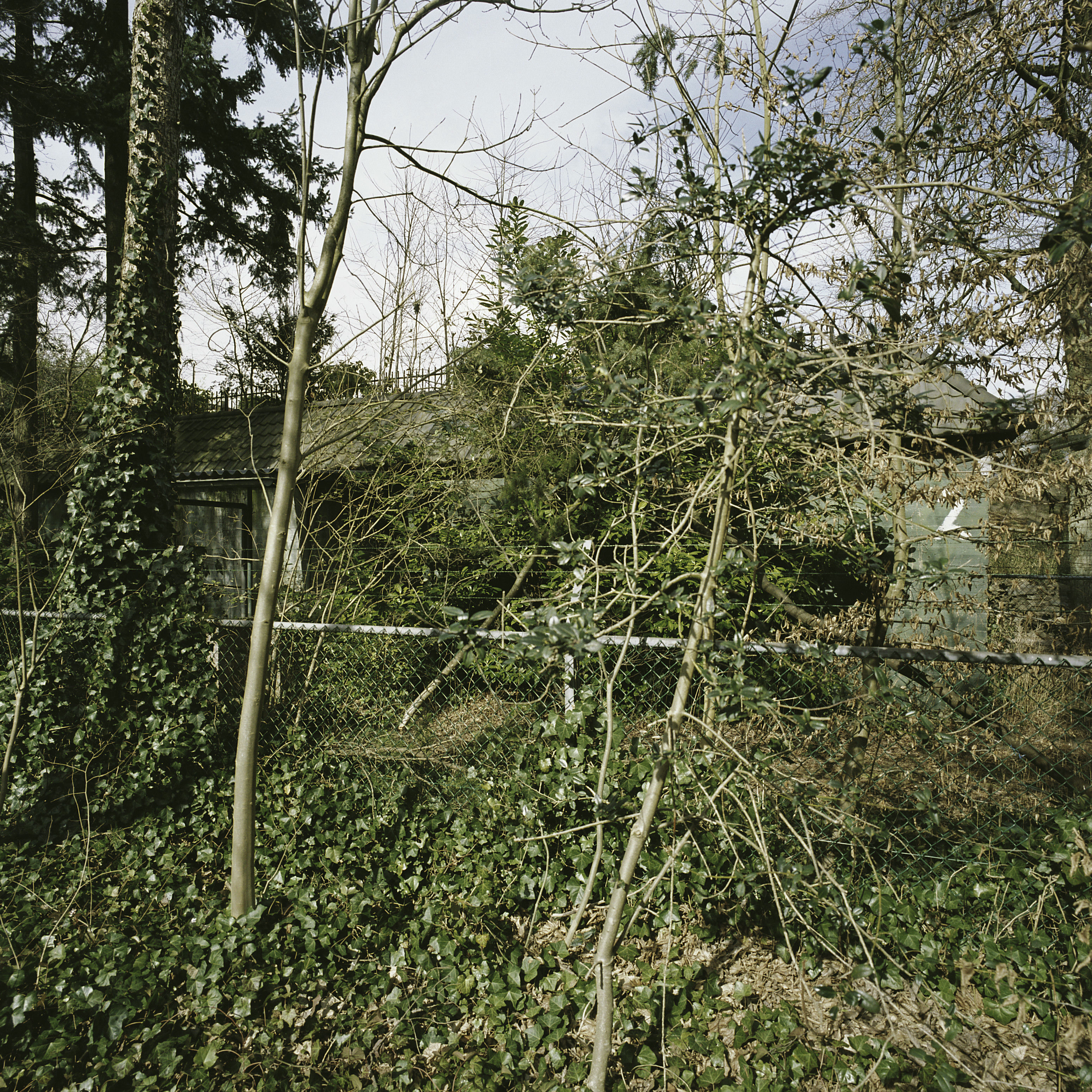
Zicht op de commandobunker uit de Tweede Wereldoorlog, onderdeel van de Atlantikwall, met begroeiing ervoor - Hilversum
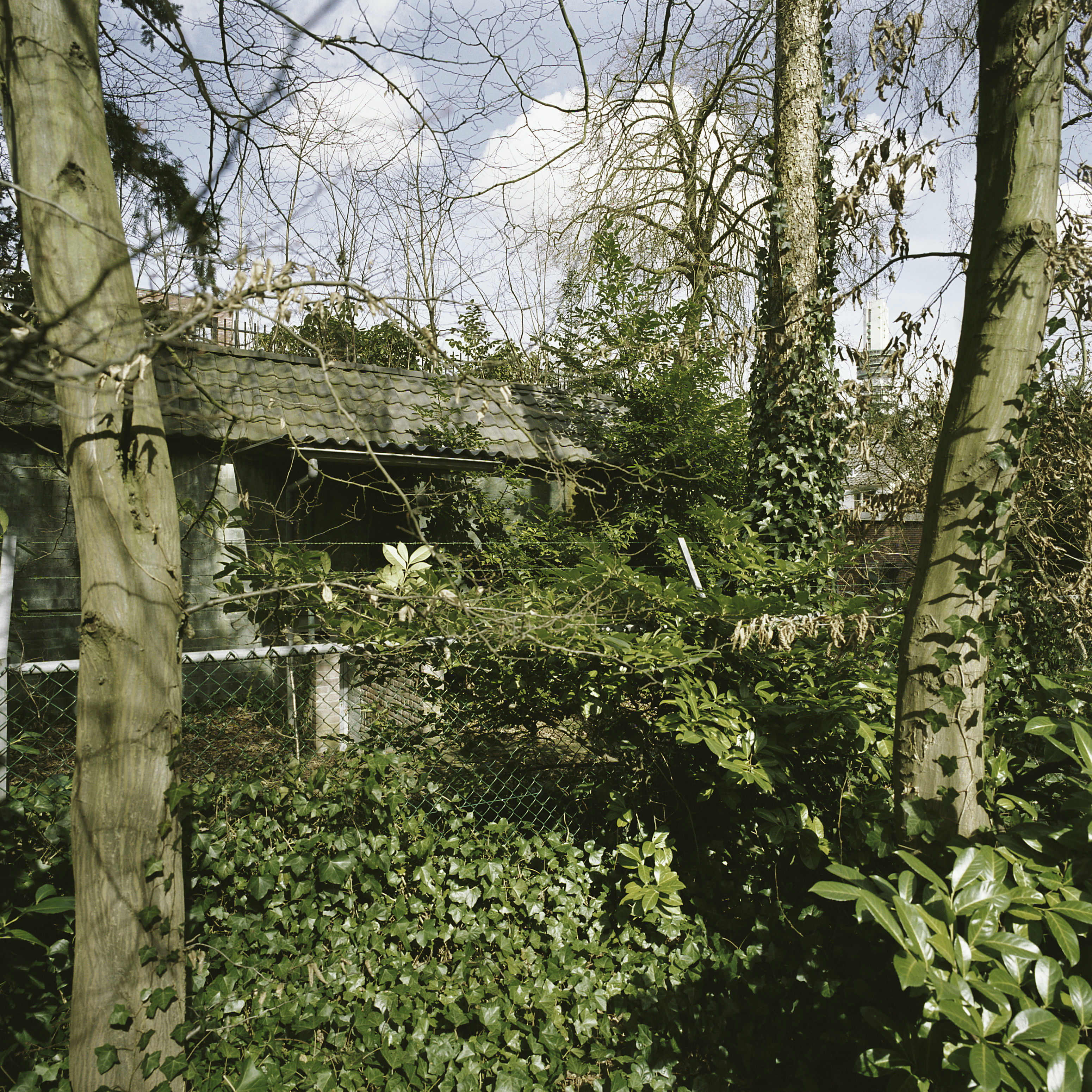
Zicht op de commandobunker uit de Tweede Wereldoorlog, onderdeel van de Atlantikwall, met begroeiing ervoor - Hilversum
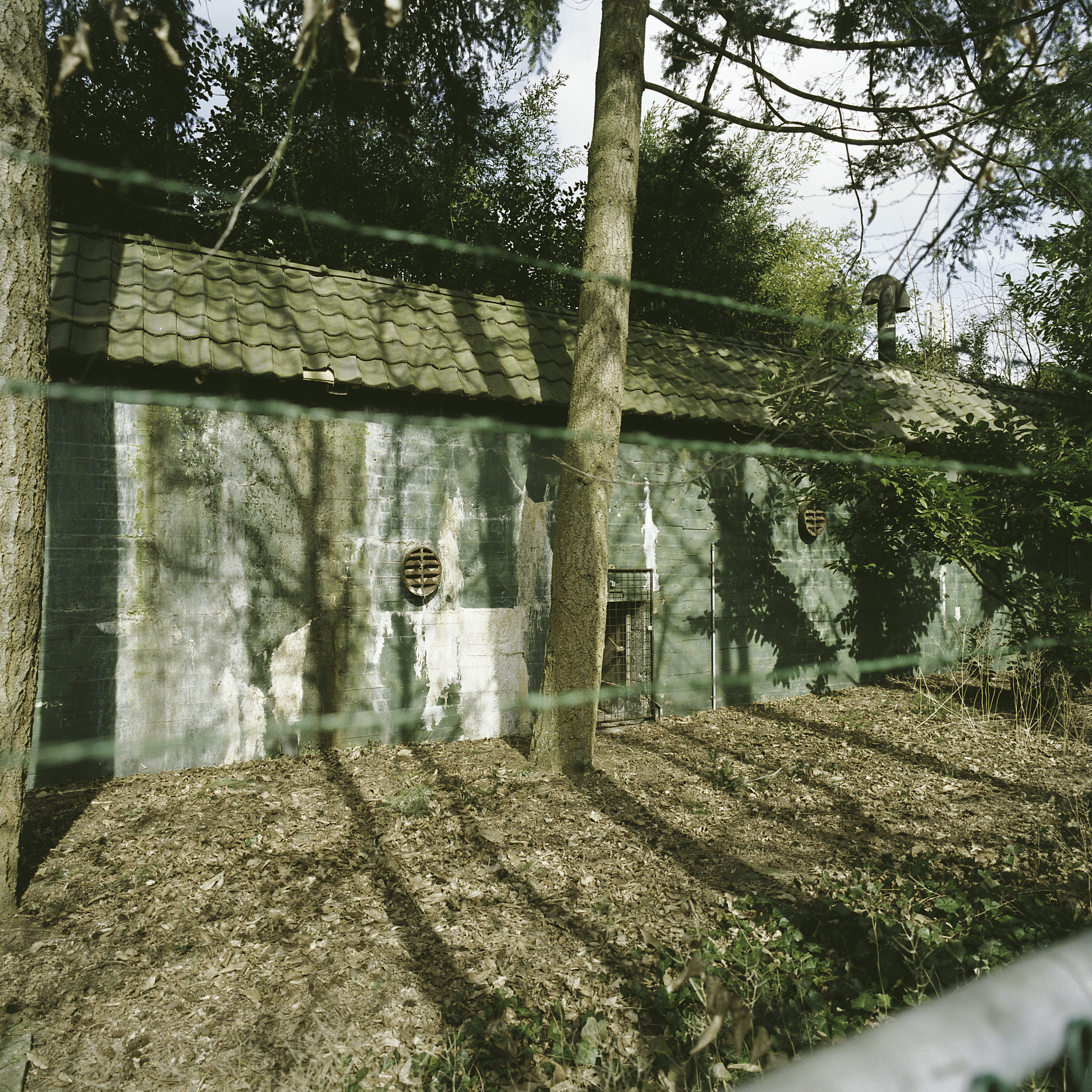
Zicht op een gedeelte van de commandobunker uit de Tweede Wereldoorlog, onderdeel van de Atlantikwall - Hilversum
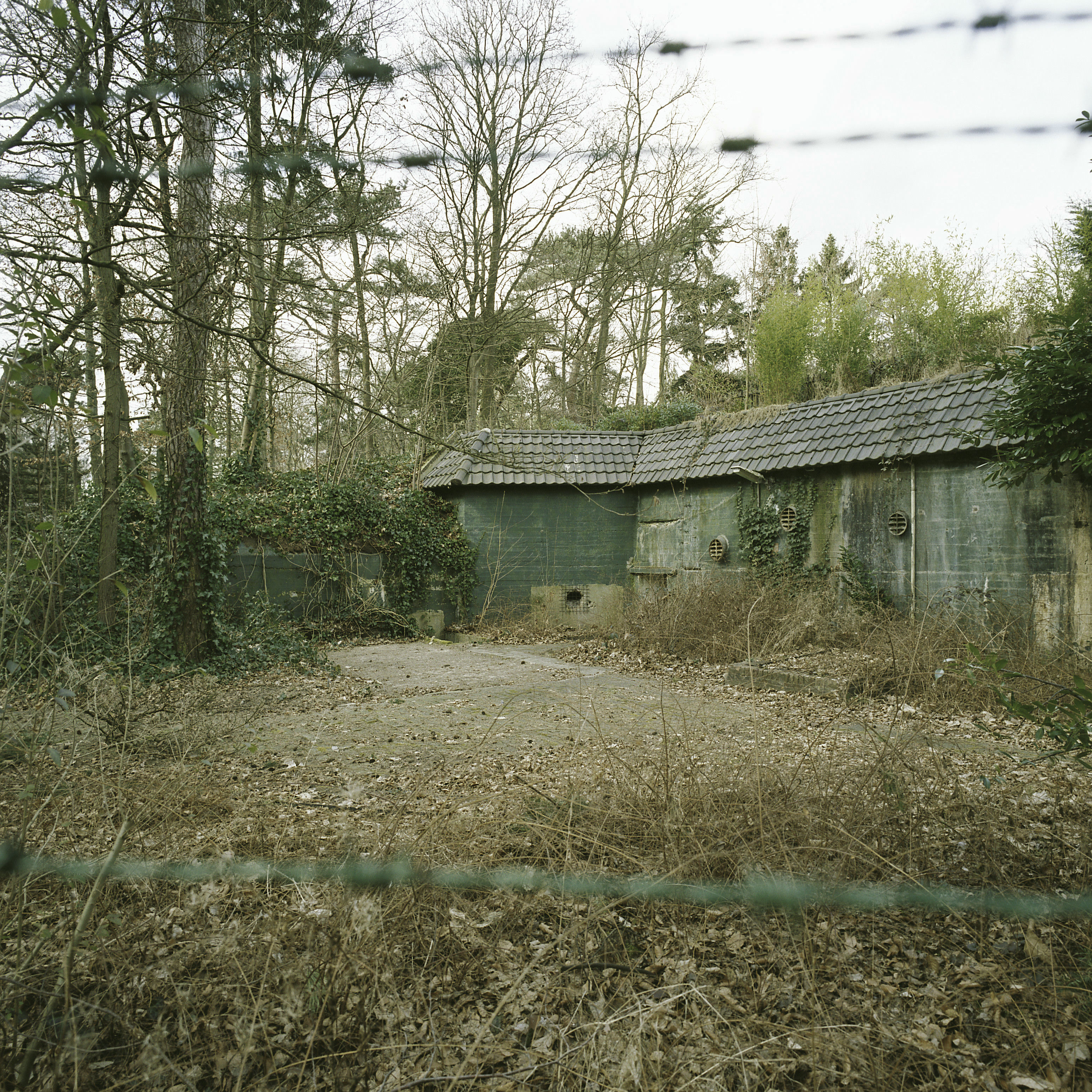
Zicht op een gedeelte van de commandobunker uit de Tweede Wereldoorlog, onderdeel van de Atlantikwall - Hilversum
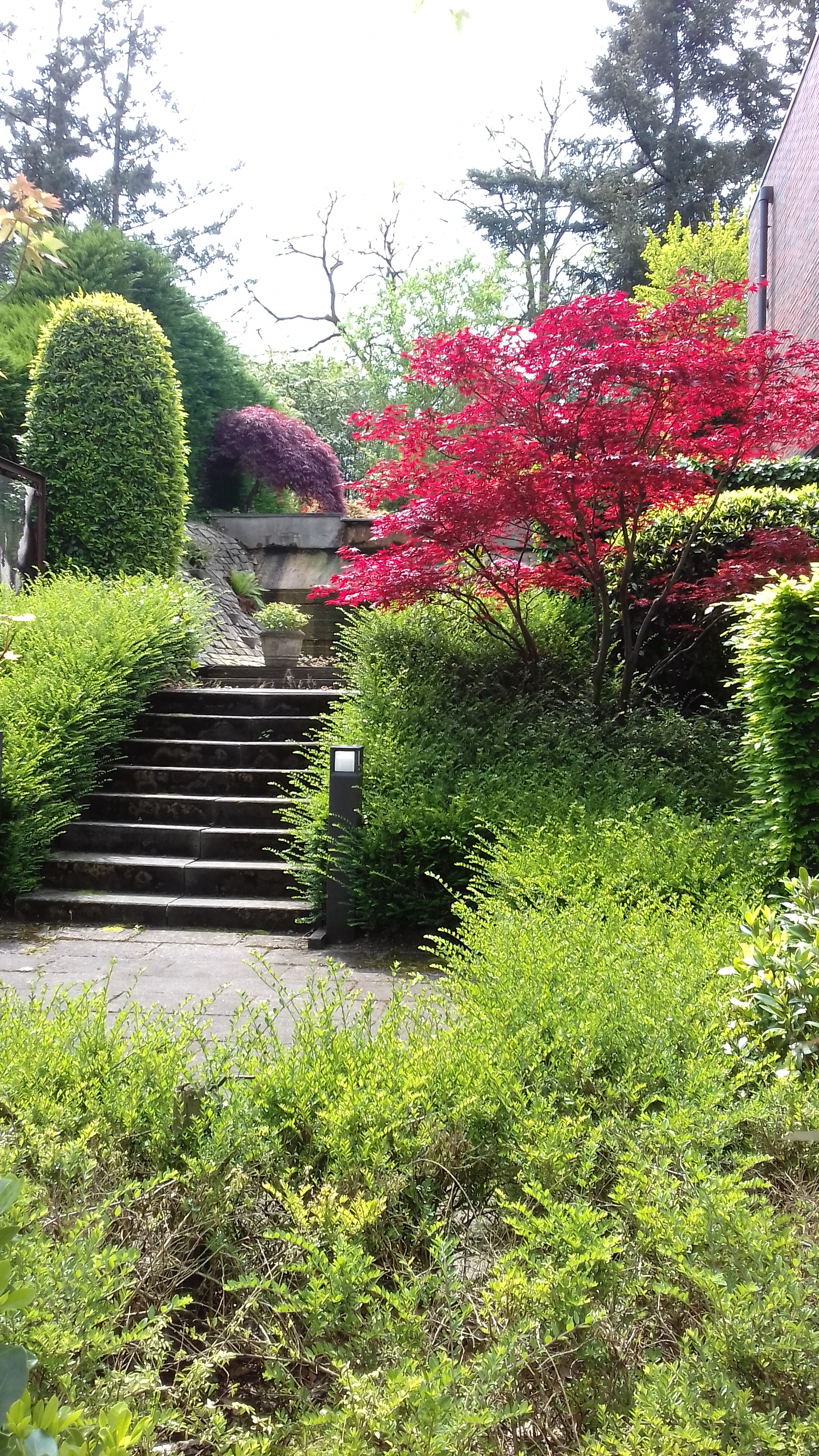
Woning met tuin en waterval zijkant bunker, aan de Scarlattilaan 6 in Hilversum

## Trivia
- De bunker heeft in de volksmond de naam Blaskowitzbunker gekregen naar de Duitse generaal Blaskowitz, die heeft echter maar zeer kort van de bunker gebruik gemaakt aangezien hij pas op 10 april 1945 bevelhebber werd van de Festung Holland.
- De verzetsgroep Albrecht wist via spionagewerk van Hilversumse leden waaronder Bob de Geus, veel informatie over locatie van de bunkers en aanwezigheid van hoge Duitse officieren door te geven aan de staf van de inlichtingsdiensten in London.